# Heather Chasen

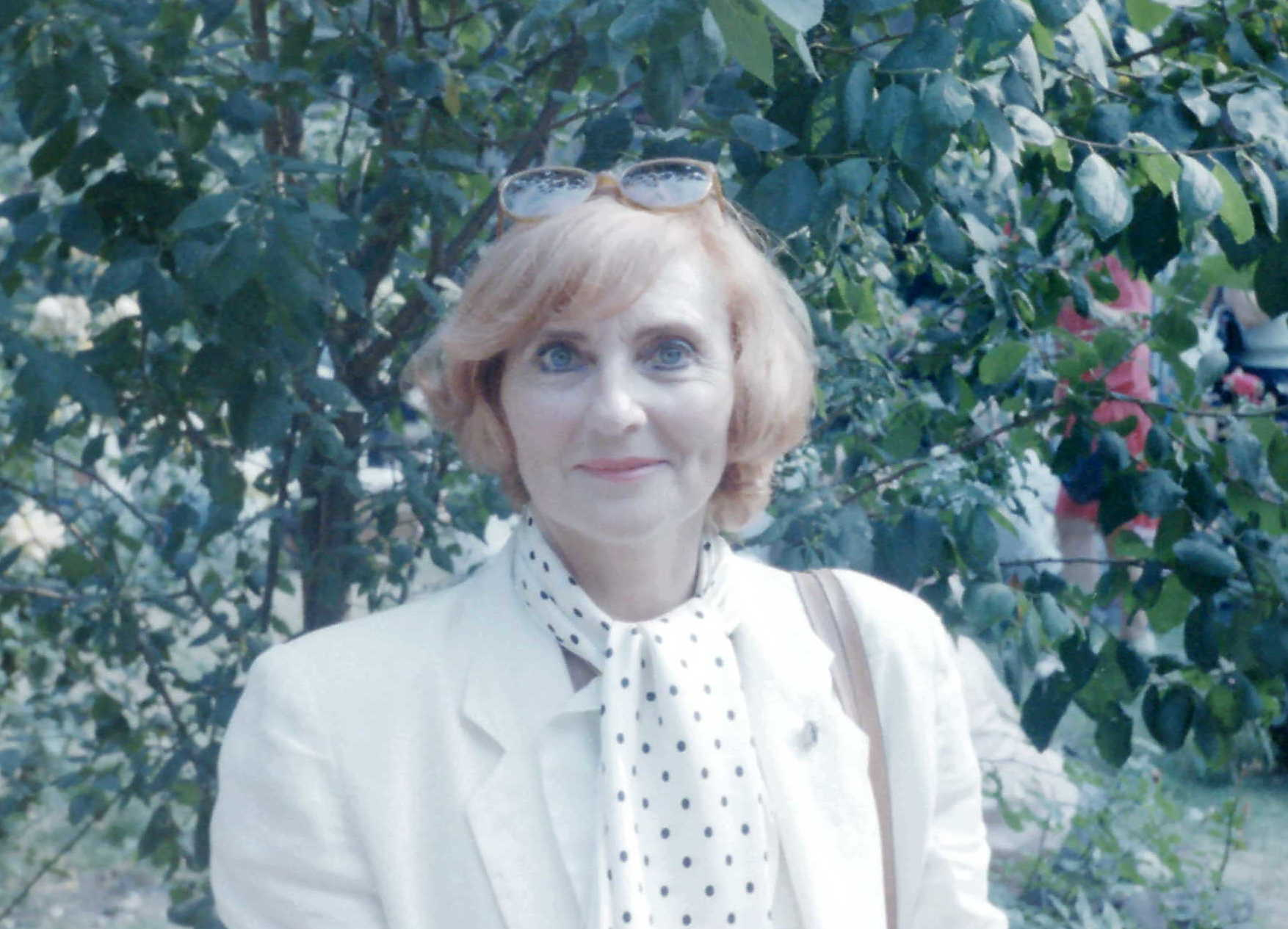
Heather Chasen im September 2009

Heather Jean Chasen (* 20. Juli 1927 in Singapur; † 22. Mai 2020) war eine britische Schauspielerin. Bekanntheit erlangte sie durch ihre Auftritte in britischen Fernsehserien sowie durch Nebenrollen in Filmen wie Cat Run oder Les Misérables.

## Leben
Heather Chasen wurde 1927 in Singapur geboren. Ihr Vater Frederick Nutter Chasen war zu diesem Zeitpunkt Kurator im dortigen National Museum of Singapore. Heathers jüngere Schwester Christine Elizabeth wurde im Mai 1931 geboren. 1938 ließen sich die Eltern scheiden. Kurz vor der Schlacht um Singapur gelang es der Mutter Agnes H. McCullock, mit ihren beiden Töchtern per Schiff nach Großbritannien zu fliehen. Der Vater starb im Februar 1942 beim Versuch, das Land zu verlassen, als sein Schiff (das kleine Passagierschiff Giang Bee) von japanischen Truppen versenkt wurde.
In Großbritannien nahm Chasen Schauspielunterricht an der Royal Academy of Dramatic Art und absolvierte ihre ersten Bühnenauftritte mit dem Schauspieler und Komiker Frankie Howerd. Nach Auftritten im Stück Call Me Jacky an der Seite von Sybil Thorndike trat Chasen in Toronto gemeinsam mit Douglas Fairbanks junior im Stück The Pleasure of his Company auf.
1949 erhielt Heather Chasen ihre erste Filmrolle in Meet the Duke. Ab 1960 erlangte sie vor allem durch ihre Auftritte in verschiedenen britischen Fernsehserien und sogenannten Seifenopern Bekanntheit. Von 1973 bis 1974 spielte Chasen in 84 Folgen eine der Hauptrollen als Isabel Neal in der Dramaserie Marked Personal. In den 2000er-Jahren trat sie unter anderem als Gastdarstellerin in Krankenhausserien wie The Bill, Doctors oder Casualty auf. 2011 übernahm Chasen die Rolle der Lydia Simmonds in insgesamt elf Folgen der Seifenoper EastEnders. 2013 verkörperte sie die Rolle der Lady Altringham in einer Episode der Miniserie Dancing on the Edge. 2014 beendete Chasen mit 87 Jahren ihre Schauspielkarriere.
Neben ihrer Laufbahn als Fernsehdarstellerin war Heather Chasen auch weiterhin vereinzelt in Filmrollen zu sehen. So spielte sie 1990 die Mutter von Nina Schenk Gräfin von Stauffenberg im Historiendrama Stauffenberg – Verschwörung gegen Hitler. In späteren Jahren erhielt Chasen kleinere Rollen in Filmen wie The Social Network (2010) und Cat Run (2011). 2012 hatte sie ihren letzten Filmauftritt als Madame Magloire in der Verfilmung des Musicals Les Misérables.
Heather Chasen heiratete 1949 John Webster und wurde Mutter eines Sohnes, Rupert Chasen (1955–2021) der zwischenzeitlich ebenfalls als Schauspieler tätig war. Sie starb am 22. Mai 2020 im Alter von 92 Jahren.

## Filmografie (Auswahl)

### Filme
- 1949: Meet the Duke
- 1971: Suburban Wives
- 1972: Commuter Husbands
- 1989: Die Hitze des Tages (The Heat of the Day; Fernsehfilm)
- 1990: Stauffenberg – Verschwörung gegen Hitler (The Plot To Kill Hitler)
- 2010: The Social Network
- 2011: Cat Run
- 2012: Les Misérables

### Fernsehserien
- 1960/1961: Geheimauftrag für John Drake (Danger Man; zwei Folgen)
- 1973–1974: Marked Personal (84 Folgen)
- 2002: The Bill (eine Folge)
- 2003–2014: Doctors (vier Folgen)
- 2005: Casualty (eine Folge)
- 2011: EastEnders (elf Folgen)
- 2013: Dancing on the Edge (eine Folge)